# Kabel elektryczny

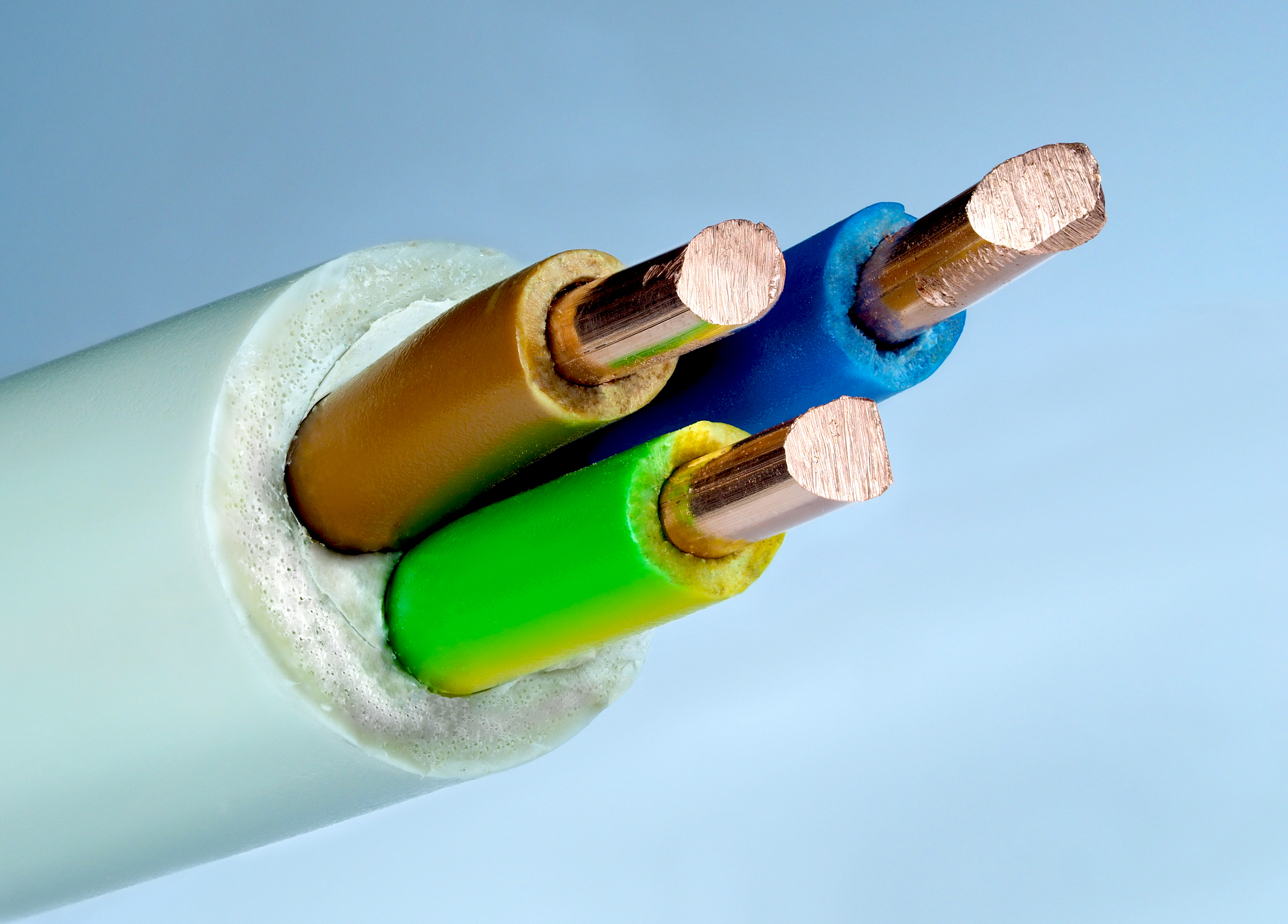
Końcówka 3-żyłowego kabla domowej instalacji elektrycznej w układzie sieci TN-S

Kabel elektryczny – rodzaj przewodu elektrycznego izolowanego, jedno- lub wielożyłowego, otoczonego wspólną powłoką. Chroni ona przed przedostaniem się wilgoci lub innych substancji szkodliwie działających na izolację, uszkodzeniami mechanicznymi oraz porażeniem prądem elektrycznym.
Kable służą do trwałego połączenia źródeł prądu z jego odbiornikami. Przesyła się nimi energię elektryczną bądź informacje za pośrednictwem prądu elektrycznego.

## Określenia
Kabel – zgodnie z międzynarodowym słownikiem elektrotechnicznym – jest to zespół (wyrób) składający się z jednej lub kilku żył mających (lub nie) indywidualne pokrycie (izolacje, ekrany), z warstwy ochronnej (lub nie) na skręconych żyłach (izolacja rdzeniowa) oraz (lub nie) z osłon ochronnych. Pojęcie to według polskiej terminologii obejmuje wszystkie rodzaje kabli oraz przewodów izolowanych i nieizolowanych.
Kabel – (zgodnie ze stosowanymi w Polsce określeniami) jest to wyrób przemysłowy składający się z jednej lub większej liczby żył izolowanych, w powłoce, ewentualnie w osłonie ochronnej i pancerzu.
W elektroenergetyce przyjmuje się, że kabel jest przewodem do zastosowań zewnętrznych (np. kabel ziemny, napowietrzny) i zwykle posiada czarną powłokę (YKY), w odróżnieniu od białej powłoki przewodów wewnętrznych (np. YDY). W ogólnym znaczeniu termin kabel odnosi się do samej konstrukcji, natomiast przewód do pełnionej funkcji.

## Oznaczenia kabli
W Polsce stosuje się nazwy kodowe, informujące o typie kabla telekomunikacyjnego lub sygnalizacyjnego.
| Symbol | Opis symbolu                                                                |
| ------ | --------------------------------------------------------------------------- |
| S      | Sygnalizacyjny                                                              |
| T      | Telekomunikacyjny                                                           |
| K      | Przewód kabelkowy o powłoce ołowianej                                       |
| G      | Górniczy                                                                    |
| U      | uszczelnienie wzdłużne kabla                                                |
| L      | żyły splecione z wielu drutów (linka)                                       |
| D      | drut                                                                        |
| ts     | tubowy, z suchym uszczelnieniem ośrodka                                     |
| H      | ekran indywidualny par z drutów miedzianych                                 |
| Y      | izolacja polwinitowa żył sygnalizacyjnych                                   |
| X      | izolacja polwinitowa żył telekomunikacyjnych                                |
| Y      | powłoka polwinitowa                                                         |
| MF     | żyły miedziano-stalowe                                                      |
| Ft     | pancerz z taśmy stalowej                                                    |
| Ftl    | pancerz z taśmy stalowej, obustronnie lakierowanej                          |
| Fo     | pancerz z drutów stalowych okrągłych                                        |
| Yn     | osłona polwinitowa o zwiększonej odporności na rozprzestrzenianie płomienia |

Przykład oznaczenia:
- 1YT8K3 – polwinitowy kabel telekomunikacyjny z 8 liniami po trzy kable (8x3)
- YnTKGMFLY 1×4×0,5 – polwinitowa obudowa, Telekomunikacyjny Kabel Górniczy, miedziano-metalowe wielodrutowe 1×4żyły o przekroju 0,5mm2
- YDYp 300 4x4 – przewód kabelkowy, cztero-żyłowy miedziany, o izolacji i w osłonie z polwinitu, płaski na napięcie 300 V

## Budowa

### Kable nn
Kable elektroenergetyczne niskiego napięcia są najczęściej budowane jako 4- lub 5-żyłowe z żyłami aluminiowymi o izolacji i powłoce polwinitowej (np. YAKY). Drugim rodzajem kabli niskiego napięcia są kable o izolacji z polietylenu sieciowanego (np. YAKXS), które mogą pracować w podwyższonej temperaturze do 90 °C i charakteryzują się większą odpornością na przeciążenia i zwarcia.

## Kable do zastosowań specjalnych
W przypadku, gdy właściwości kabli ogólnego przeznaczenia nie spełniają stawianych im wymagań, stosuje się kable elektroenergetyczne do zastosowań specjalnych, wśród których są między innymi kable o ograniczonej palności (kable bezhalogenowe).